# 모나코의 역사
1297년부터 현재에도 그리말디가에 의해 통치 중이다. 1861년 프랑스-모나코 조약으로 주권이 인정되었다. 1918년에는 모나코 공위를 더는 계승할 사람이 없을 때 마지막 공작이 죽고서 프랑스에 합병된다는 조약이 체결되었다.
제2차 세계대전 중인 1943년 파시스트 이탈리아 군에 점령되었고, 곧이어 나치 독일군에 점령되기도 했다. 레니에 3세가 1949년부터 2005년까지 56년간 재위하였고 그 뒤를 이어 알베르 2세가 즉위하였다.

## 같이 보기
- 유럽의 역사
- 프랑스의 역사
- 이탈리아의 역사
- 모나코의 군주 목록